# SN 2011co
SN 2011co – supernowa typu II-P odkryta 25 kwietnia 2011 roku w galaktyce NGC 2815. W momencie odkrycia miała maksymalną jasność 18,50m.